# Nepenthes clipeata
Nepenthes clipeata je kriticky ohrožený druh láčkovky, který se vyskytuje pouze na hoře Kelam v Západním Kalimantanu nedaleko města Sintang. Zde ji poprvé objevil německý botanik Johannes Gottfried Hallier v roce 1894. O 34 let později, v roce 1928, druh pak vědecky popsal Benedictus Hubertus Danser a odborný název rostlině udělil podle téměř kulatých listů. Láčkovku okomentoval jako jednu z nejpodivnějších a nejnápadnějších v celém rodu.

## Výskyt
Nepenthes clipeata je endemitem ostrova Borneo, vyskytuje se pouze na horních svazích žulové hory Kelam v Západním Kalimantanu nedaleko města Sintang. Celkový areál výskytu zahrnuje pravděpodobně jen asi 12 km2. Preferuje nadmořskou výšku 700 až 900 metrů. I přes průzkumy blízkých oblastí nebyl druh nalezen nikde jinde. Roste sympatricky s jinými druhy láčkovek Nepenthes albomarginata, Nepenthes ampullaria, Nepenthes reinwardtiana a Nepenthes rafflesiana.

## Popis
Nepenthes clipeata vytváří až dvoumetrové stonky, které však nedokážou růst vzpřímeně bez opory. Rostlina se vyznačuje neobvyklými listy, které dosahují velikosti asi 20×20 cm a jsou téměř dokonalé kruhové; na základě toho je velmi těžké zaměnit druh s jinými láčkovkami. Řapík je asi 10 cm dlouhý. Z listů vyrůstají úponky o velikosti 12 cm, na jejichž koncích se tvoří láčky. Ty dosahují velikosti asi 30 cm na výšku a 10 centimetrů na šířku. Jejich spodní část je vejčitá až kulovitá a směrem nahoru se prudce zužuje. Obústí měří asi 1 cm na šířku a hustě jej pokrývají drobná žebra o velikosti 0,3 mm. Láčka má světlé zbarvení, na slunečním světle až bílé, a je pokryta málo výraznými tmavočervenými skvrnkami. Láčku kryje bílé víčko o rozměrech 7×5 cm, zespodu jsou na něm červené až fialové skvrny. Téměř celá rostlina je pak pokryta chloupky o velikosti asi 5 mm. Nepenthes clipeata tvoří hroznovitá květenství o délce až 45 cm. Nepenthes clipeata hybridizuje s jinými láčkovkami druhů Nepenthes albomarginata a Nepenthes reinwardtiana.

## Ohrožení
Láčkovku Nepenthes clipeata řadí Mezinárodní svaz ochrany přírody mezi kriticky ohrožené druhy a je řazena na přílohu II Úmluvy o mezinárodním obchodu s ohroženými druhy volně žijících živočichů a rostlin. Populace drasticky poklesly nadměrným sběrem divokých rostlin a požáry, asi poslední stovka jedinců možná přežívá na nepřístupných skalních srázech.
Nebezpečí pro tento druh představují přírodní katastrofy, jako jsou periodické požáry, které se shodují s příchodem jevu El Niño. Například dlouhotrvající sucho mezi lety 1982 a 1983 způsobilo požáry, které zničily velké oblasti nížinných lesů na Kalimantanu. Lesní požáry po několikaměsíčním suchu mezi lety 1997 a 1998 zničily většinu neporušených stanovišť na náhorní plošině a východním boku hory Kelam. Láčkovky již rostou pouze na strmých svazích hory, kam se další požáry nemohou rozšířit.
Láčkovka Nepenthes clipeata je ceněna pěstiteli a jednotlivé kusy dosahují na trhu značných cen. Především od 80. let 20. století začali sběratelé rostlin se sběrem N. clipeata z volné přírody. Místní komunity v nížinách se brzy dozvěděly o hodnotě rostlin a sbíraly je pro prodej na místních trzích. Jistý stupeň ochrany nicméně poskytovalo to, že se láčkovka vyskytuje v těžko přístupných oblastech. Na začátku 21. století začal propukat zájem o pěstování láčkovek v jihovýchodní Asii. Poptávka převyšující nabídku uměle vypěstovaných rostlin z tkáňové kultury – In vitro –, společně s problematickým dovozem rostlin chráněných CITES ze zámoří, vedla ke sběru rostlin z volné přírody. Od roku 2006 se na indonéských trzích začalo objevovat velké množství láčkovek Nepenthes clipeata, pocházejících zřejmě z nějaké neznámé lokality na hoře Kelam. Jeden z obchodníků například tvrdil, že během roku prodal i 100 kg láčkovek. Rostliny z této lokality byly však nejspíše do několika let vyhubeny, protože i přes vysokou poptávku se na trzích již neobjevují.
Možné cíle ochrany se soustředí na zvýšení počtu rostlin pěstovaných In vitro a snížení poptávky po divokých rostlinách a zároveň zavedení nových populací zpět do volné přírody.